# Rhacophorus hoabinhensis
Rhacophorus hoabinhensis é uma espécie de anfíbio anuro da família Rhacophoridae. O seu estado de conservação ainda não foi avaliado pela Lista Vermelha da UICN. Está presente no Vietname.